# BMW M51
BMW M51 je vznětový spalovací motor, který byl vyráběn od července 1991 do února 2000 v továrně v severorakouském Steyru. Jeho předchůdce je BMW M21 a nástupce BMW M57.

## Popis
M51 je kapalinou chlazený a turbodmychadlem přeplňovaný řadový šestiválcový vznětový motor se vstřikováním BOSCH VP20 do předkomůrky. Objem motoru je 2497 cc a kompresní poměr je 22:1.
Motory doplněné o mezichladič byly označovány jako tds, zatímco verze bez něj jako td. Motory M51 byly vyráběny z litiny. V hliníkové hlavě je jedna vačková hřídel poháněná řetězem, s dvěma ventily na válec. Na rozdíl od motoru M21 má už M51 hydraulická zdvihátka ventilů. V první verzi motorů je dávkování paliva řízeno jednotkou BOSCH DDE 2.1. V následující technické revizi bylo nahrazeno verzí 2.2, díky které měly tyto motory větší kroutící moment v nižších otáčkách, spolu s tím byly k motorům montovány jiné turbodmychadla, která disponovala vyšším plnicím objemem vzduchu. Pro mazání se používaly motorové oleje specifikace SAE 5W-40, 10W-40W a 15W-40.
Turbodmychadla byla dodávána od výrobci Mitsubishi Heavy Industries a Garett.

## Aplikace
| Roky produkce | Značka     | Model       | Označení  | Motor       | Výkon             | Kroutící m.       | Turbodmychadlo |
| ------------- | ---------- | ----------- | --------- | ----------- | ----------------- | ----------------- | -------------- |
| 1991-1996     | BMW        | E36         | 325td     | M51D25 UL   | 85 kW @ 4800 rpm  | 222 Nm @ 1900 rpm | MHI td04-11G-4 |
| 1996-1998     | BMW        | E36         | 325td     | M51D25TU UL | 85 kW @ 4800 rpm  | 230 Nm @ 1900 rpm | MHI td04-13T-4 |
| 1993-1996     | BMW        | E36         | 325tds    | M51D25 OL   | 105 kW @ 4800 rpm | 260 Nm @ 2200 rpm | MHI td04-11G-5 |
| 1996-1998     | BMW        | E36         | 325tds    | M51D25TU OL | 105 kW @ 4800 rpm | 280 Nm @ 2200 rpm | MHI td04-13T-4 |
| 1992-1996     | BMW        | E34         | 525td     | M51D25 UL   | 85 kW @ 4800 rpm  | 222 Nm @ 1900 rpm | MHI td04-11G-4 |
| 1991-1996     | BMW        | E34         | 525tds    | M51D25 OL   | 105 kW @ 4800 rpm | 260 Nm @ 2200 rpm | MHI td04-11G-5 |
| 1996-2000     | BMW        | E39         | 525td     | M51D25TU UL | 85 kW @ 4800 rpm  | 230 Nm @ 1900 rpm | MHI td04-13T-4 |
| 1996-2000     | BMW        | E39         | 525tds    | M51D25TU OL | 105 kW @ 4800 rpm | 280 Nm @ 2200 rpm | MHI td04-13T-4 |
| 1996-2000     | BMW        | E38         | 725tds    | M51D25TU OL | 105 kW @ 4800 rpm | 280 Nm @ 2200 rpm | MHI td04-13T-4 |
| 1995-2001     | Land Rover | Range Rover | 2.5 D/DSE | M51D25M1    | 100 kW @ 4400 rpm | 270 Nm @ ? rpm    | MHI td04-13T-4 |
| 1995-2001     | Opel       | Omega       | 2.5 TD    | X25DT       | 96 kW @ 4400 rpm  | 250 Nm @ 1400 rpm | MHI td04-13T-4 |
| 1992          | UMM        | Alter II    | ?         | ?           | 105 kW @ 4800 rpm | ?                 | ?              |